# Ocnogyna mellierei
Ocnogyna mellierei là một loài bướm đêm thuộc phân họ Arctiinae, họ Erebidae.